# Cosmin Andrei
Cosmin Andrei (n. 18 aprilie 1979) este un deputat român, ales în 2024 din partea SOS.
În ianuarie 2025, a demisionat din partid și a ales să activeze ca independent.
„Pe 2 iunie 2025, Andrei a părăsit SOS și s-a alăturat Partidului Social Democrat (PSD).